# Paardenommegang Leeuwergem

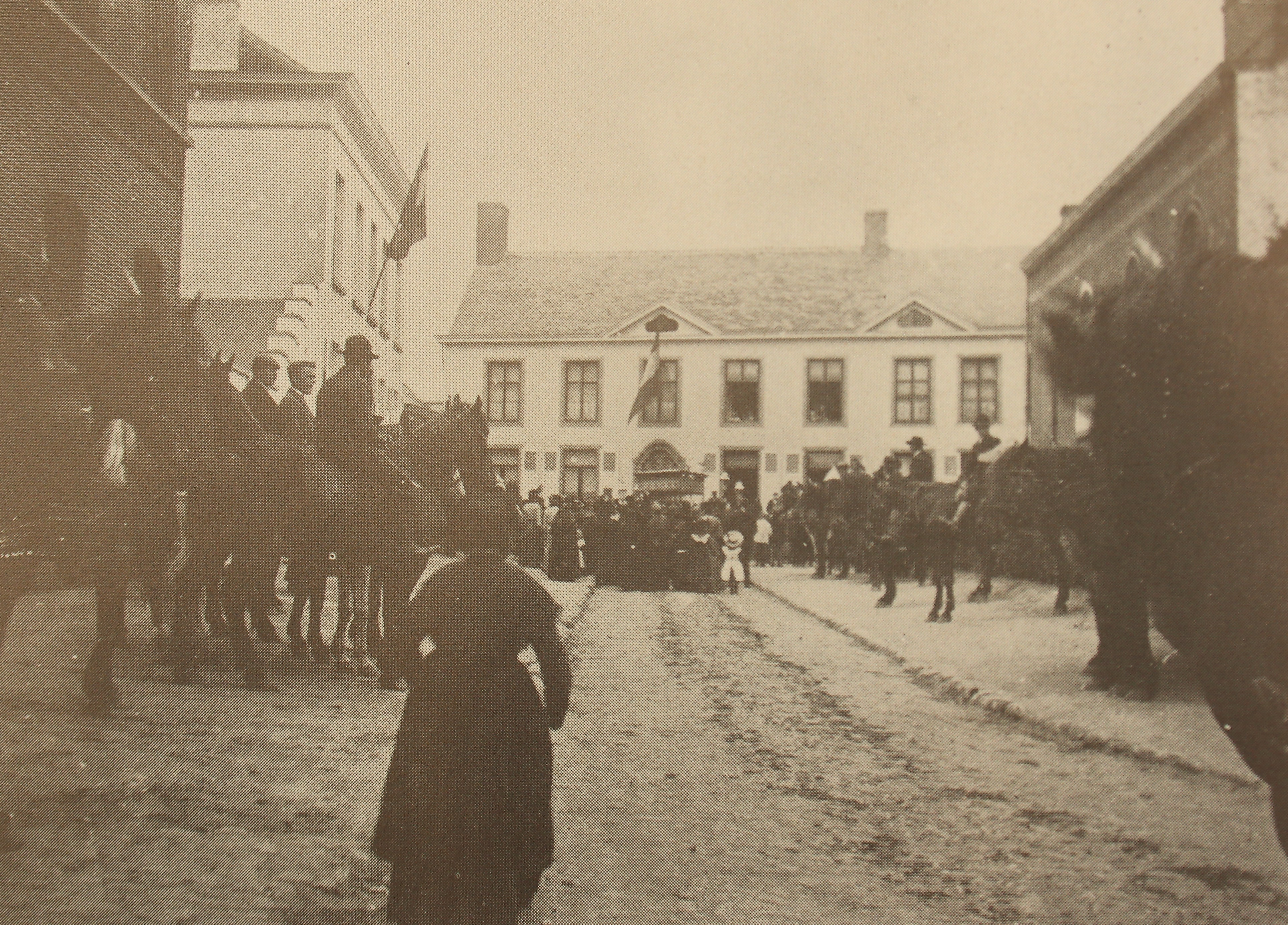
Paardenommegang in Leeuwergem in 1908

De Paardenommegang Leeuwergem, ook wel Sint-Pieters Paardenommegang genoemd, is een jaarlijkse paardenprocessie in het Belgische Leeuwergem, deelgemeente van Zottegem (Oost-Vlaanderen). De ruiterommegang vindt samen met de dorpskermis plaats, op de eerste zondag na de (kerkelijke) naamdag van de apostelen Petrus en Paulus (29 juni). De paardenprocessie wordt gehouden ter ere van Eligius, die in Leeuwergem werd aangeroepen tegen paardenziektes en de huidziekte "nagelgaten". 
Achter de Sint-Amanduskerk van Leeuwergem stond van de 17de tot eind 19de eeuw een Eligiuskapel (met een houten Eligiusbeeld en een schilderij over de vondst van de Eligiusrelikwieën), die voor 1892 werd afgebroken omdat de ligging van de kapel het vlotte verkeer op de Gentse Steenweg hinderde.
De leuze luidde naar Leeuwerghem wildt U met uwe peerden spoeden, aenroept daer Sint Elooi ende Godt sal U behoeden. Op 1 december (feestdag van Sint-Elooi) en op de eerste zondag van juli reden de paarden drie keer rond kerk en kapel, waarna de koster de kop van de paarden aanraakte met een zilveren hamer. Wegens misbruiken werden de plechtigheden (processie) in 1872 afgeschaft en pas in 1914 terug ingevoerd. In de Sint-Amanduskerk bevindt zich nog steeds een doos met gesmede nagels en een hamer voor de processie. 

## Afbeeldingen

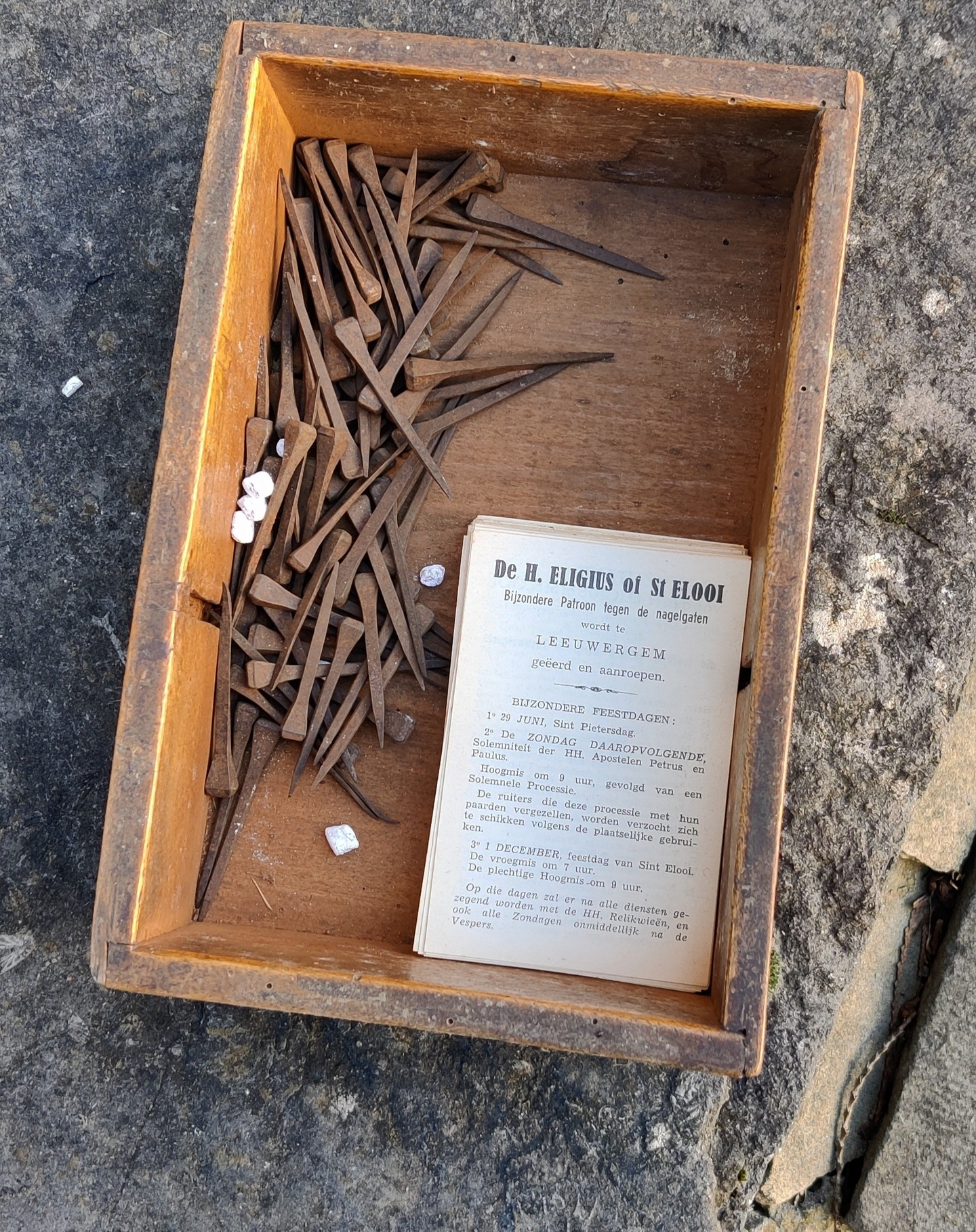
Nagels Sint-Eligius
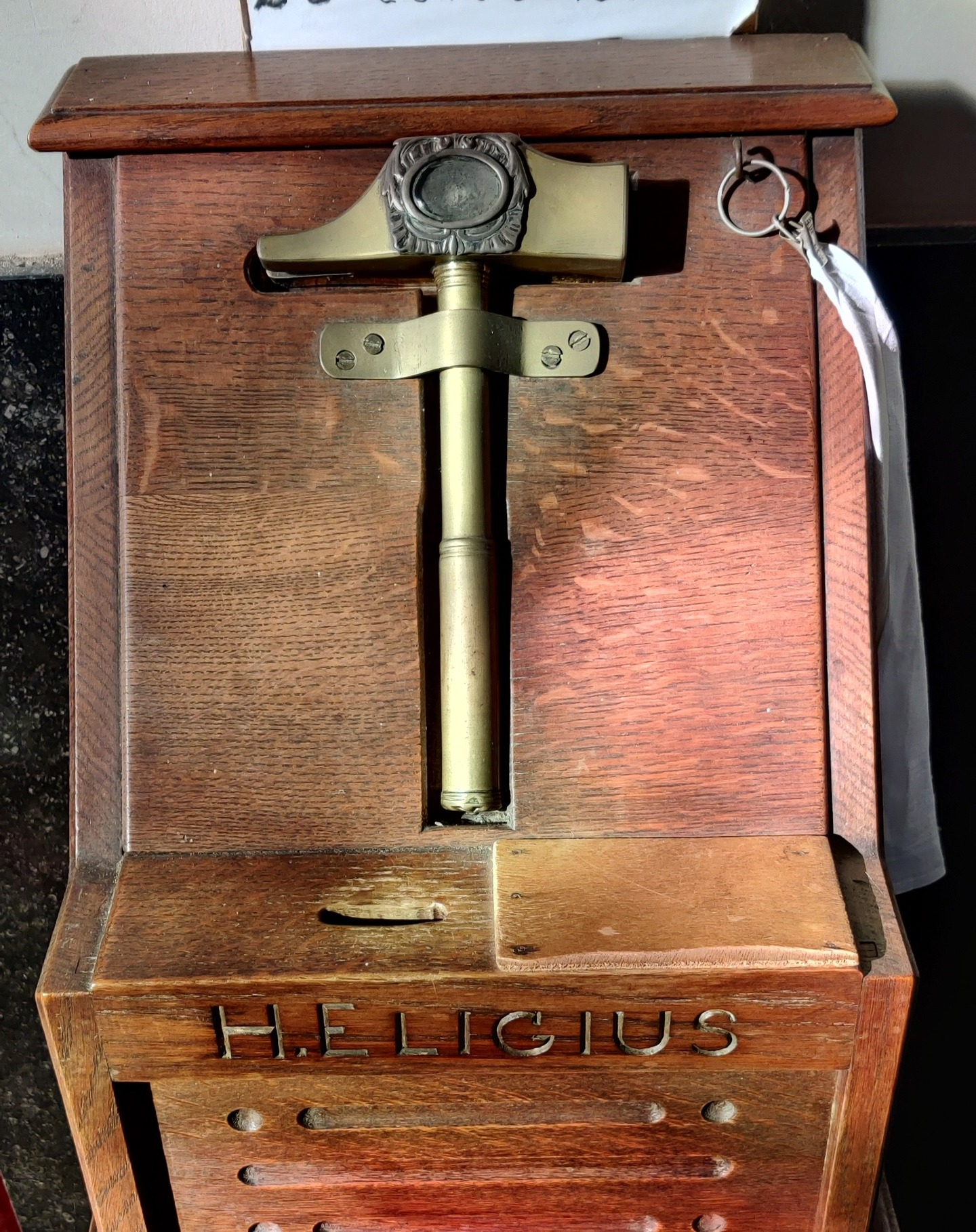
Hamer Sint-Eligius
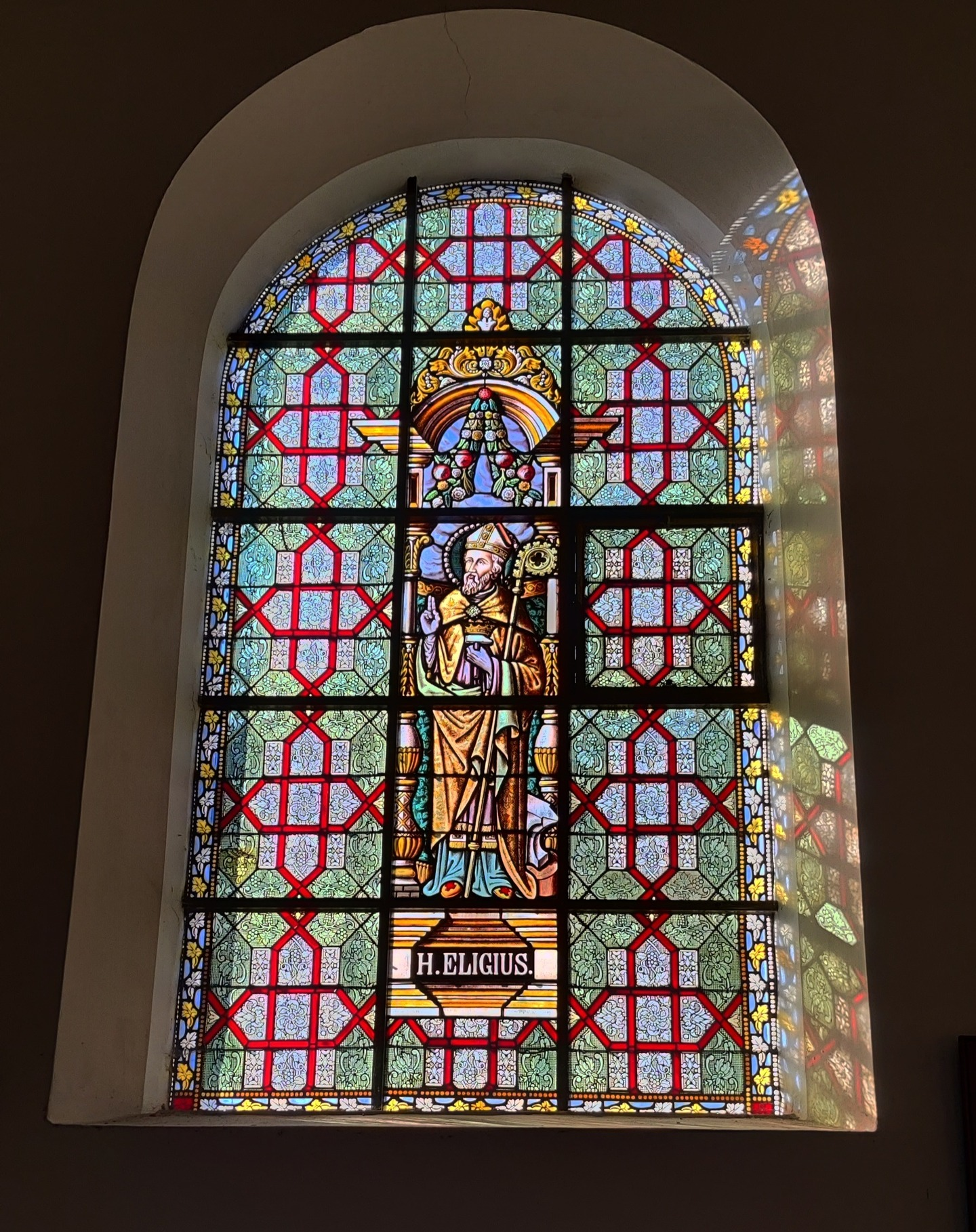
Sint-Elooi op een glasraam in de Sint-Amanduskerk